# Jean Rosset
Pour les articles homonymes, voir Rosset.
Jean Rosset né le 31 octobre 1937 à Sainte-Agnès (Isère), commune où il vivait et travaillait, mort le 3 décembre 2021 à La Tronche (Isère) ,, est un sculpteur sur bois français,.

## Biographie
Issu d'un milieu agricole modeste, Jean Rosset entre dans la vie active dès l'âge de 14 ans en reprenant la ferme familiale en 1951. Il sculpte déjà au couteau des bâtons de berger pendant qu’il garde les vaches,. En 1962, il suit des cours de dessin et de peinture par correspondance et s'initie à ce qui deviendra son art.  
En 1970, Jean Rosset délaisse la peinture à l’huile pour la sculpture sur bois qu’il pratique en utilisant la tronçonneuse et la hache. À partir de 1976, il emploie la polychromie. Il crée également des sculptures de plein air sur des arbres vivants. Il réalise des têtes géantes, visibles depuis la montagne, avec des plantations de différentes espèces d’arbre : il invente l'Arborisculpture, c’est le nom qu’il donnait à son art.  
En 1981 il sculpte un arbre abattu pour le quartier de la Bajatière à Grenoble, avec le concours du centre social du quartier. Il sculptera un deuxième arbre abattu pour un groupe scolaire à Saint-Quentin-Fallavier, en Isère. 
En 1984 Jean Rosset expérimente sur ses visages sculptés une technique de dégoulinures polychromes. Il utilisera aussi cette technique des peintures sur des cartons ondulés.
À partir de 1986, Jean Rosset teintera la plupart de ses sculpture dans des tons allant du marron au rouge, et le bleu afin d’utiliser les contrastes pour faire ressortir les traits des visages. Ces sculptures deviennent musicales grâce à des lames qu’il entaille à la tronçonneuse et qui produisent différents sons lorsqu’on les frappe avec des baguettes en bois.

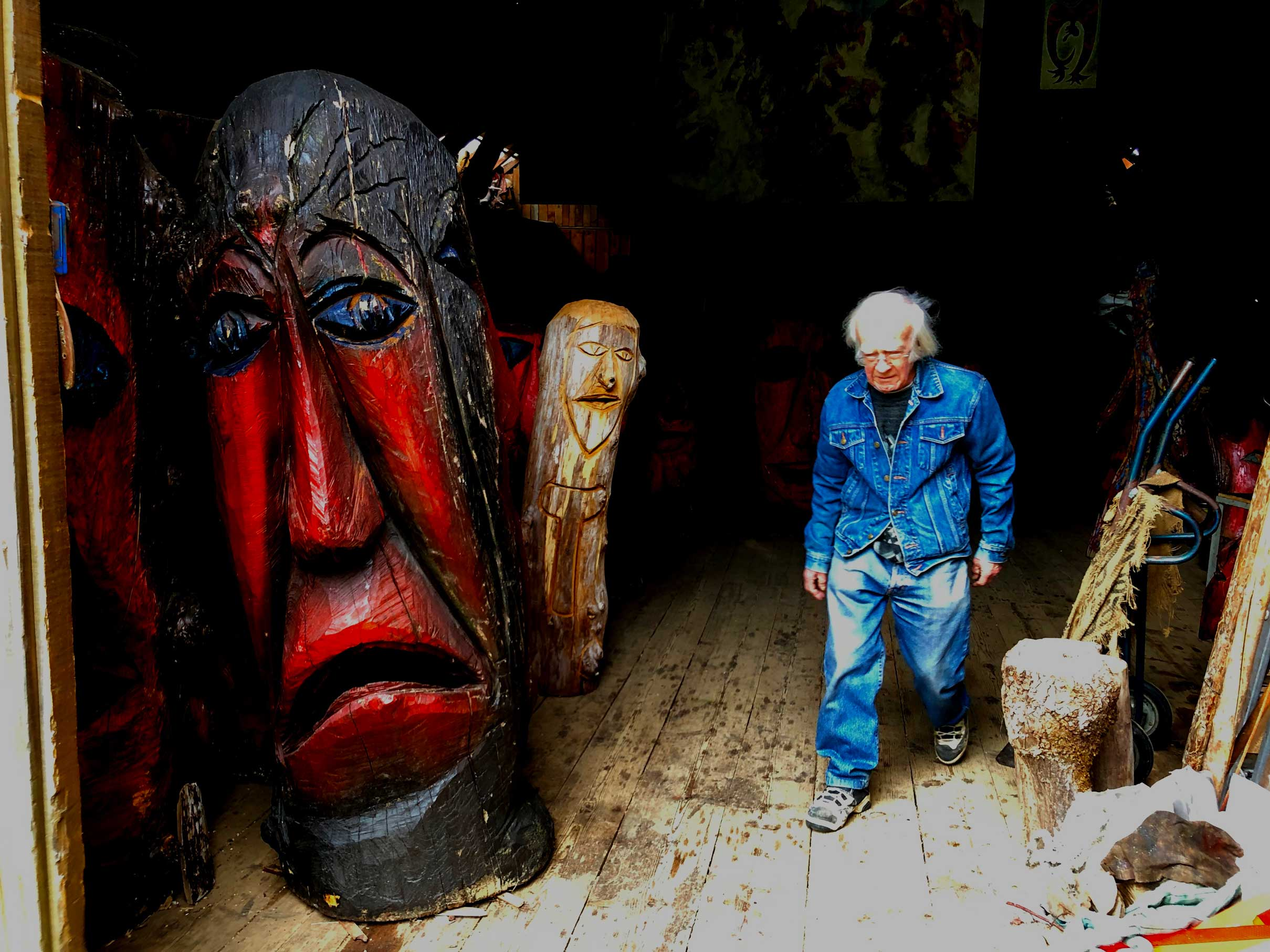
Jean Rosset au sortir de son atelier (mai 2019)

Jean Rosset gagne le deuxième prix du concours international de sculpture sur neige de Québec en 1979, puis le premier prix national du concours de sculpture sur neige de Valloire en 1991. Au début des années 90 il représentera la France dans différents concours internationaux en Finlande, Norvège, États-Unis, Canada, Russie.
Dans les années 90, il s’essaie à de nouvelles matières avec la sculpture sur pierre qu’il pratique à la disqueuse et la série des Mariannes et Maires en tôle qu’il découpe dans le métal de vieilles tôles ondulées.

## Œuvre
La matière première de Jean Rosset est le bois, tiré le plus souvent d'arbres abattus par des tempêtes. Ses essences favorites sont l'orme, le châtaignier, le chêne et le frêne. Il travaille à la tronçonneuse, en tenant compte de la courbe des fibres du bois et des excroissances des nodosités. Il en résulte des figures anthropomorphes hurlantes dans lesquelles l'aspect naturel de l'arbre est encore visible. Il donne à ses personnages des bouches immenses et des expressions intenses,. Certaines de ses œuvres pèsent près de deux tonnes et mesurent près de trois mètres. 
L'œuvre de Jean Rosset s'apparente à l'art brut, l'art singulier, l'art hors les normes, l'art outsider, l'art autodidacte, l'art naïf, voire l'art totémique. Certaines de ses statues rappellent les moaï de l'île de Pâques.
Jeanine Rivais dépeint finement l'artiste et son art dans une critique de 1995 qu’elle conclut en soulignant sa relation avec l'environnement, « toujours dans le plus grand respect du milieu investi, forêt ou banquise ! Jean Rosset, un écologiste longtemps avant que ce mot ne soit galvaudé ; un artiste de talent dont l'œuvre prolonge et enrichit l'équilibre naturel de la terre. »

### Collections publiques et privées
- Institut d'art contemporain de Villeurbanne (IAC), acquisition en 1985 de Tueur de phoque[12],[13]
- Musée d'Art contemporain de Lyon (MAC) acquisition en 1986 de quatre sculptures, don d'une sculpture[14]
- Musée de la Création Franche (Bègles) acquisition en 2015 de deux sculptures[5].
- Collection Cérès Franco, Coopérative-musée Cérès Franco (Montolieu), quatre sculptures[7].
- La Fabuloserie ( Charny Orée de Puisaye), collection permanente[5].
- Des œuvres de Jean Rosset ont fait l’objet d'autres commandes publiques : la Bajatière et le Musée de Grenoble, la ville de Saint-Quentin-Fallavier[9],[7].
- Domaine Saint-Jean-de-Chépy (Tullins).

### Expositions

#### Expositions personnelles (sélection)
- 2003 : « Têtes de bois, sculptures de Jean Rosset»[15], Espace Visitation, Musée de Romans
- 2015 : Château de la Veyrie, Bernin (Isère)
- 2017 : Les automnales du fort, Fort Barraux, Barraux (Isère)
- 2021 : Espace Aragon[16],[17], Villard-Bonnot (Isère)

#### Expositions collectives (sélection)
- 1978 : « Les Singuliers de l'art »,  Musée d'Art moderne de Paris[18].
- 1985 : Festival « Octobre des arts », Aéroport de Lyon-Satolas[19].
- 1995-1996 : « Art brut et compagnie », Halle Saint Pierre, Paris
- 2006 : « festival de sculptures », Fort Barraux, Isère
- 2007 : « Biennale hors normes » (BHN), Piscine du Rhône[20]
- 2012, 2013  : « Hors les normes » Praz-sur-Arly[21]
- 2015 : « Biennale hors normes » (BHN), Université Lyon 2[22]
- 2017 : « Biennale hors normes » (BHN), Ermitage du Mont Cindre[23].
- 2017 : « L’artiste face à la Révolution », Ancien musée de peinture, Grenoble
- 2019  : "Le bois", galerie Chave, Vence[8], ainsi qu'à la grange du Boissieu, galerie d'art (La Buissière, Isère)[24].
- 2023 : « Incarnations, le corps dans les collections du macLYON », Musée d'art contemporain de Lyon, Lyon[25]

#### Symposiums et œuvres monumentales
- Après avoir été présentées lors des symposiums annuels de sculpture dénommés "La trace – Chemins de vie", organisés par l'"association des amis du domaine Saint-Jean-de-Chépy" à Tullins, quelques œuvres de Jean Rosset continuent d'y figurer dans une exposition appelée "Le chant des sculptures"[26],[27].

- Durant la "belle saison" 2020, il offre à la vue des randonneurs six de ses œuvres exposées le long d'une route forestière publique de la chaîne de Belledonne[9].

« Il a participé à des symposiums de sculpture sur bois à Vorü (Estonie), à Naumburg (Allemagne), à Cumana (Venezuela) et  il a réalisé une sculpture à partir d’un gros hêtre mort sur pied (5,50 m) au Parc Départemental du Château de Vizille. Il participe également à de nombreux concours internationaux de sculpture sur neige (Québec, Finlande, Norvège…).  Depuis 2002, Jean Rosset a participé à une vingtaine d’expositions régionales (Galerie Pikinasso à Roanne ;  Galerie du Larith à Chambéry ; Galerie Chomarat à Lyon…) et en région parisienne (Espace culturel André Malraux au Kremlin-Bicêtre ; Galerie Objet Trouvé à Paris…). ».
- De son côté, Le Delarge précise qu'il a exposé en 1970 au Village olympique à Grenoble, et en 1977 à l'atelier Jacob à Paris